# Maciej Rafał Czerniuk
Maciej Rafał Czerniuk – polski specjalista w zakresie chirurgii stomatologicznej i periodontologii, doktor habilitowany nauk medycznych, adiunkt Szpitala Klinicznego Dzieciątka Jezus i Zakładu Chorób Błony Śluzowej i Przyzębia Wydziału Lekarskiego i Dentystycznego Warszawskiego Uniwersytetu Medycznego.

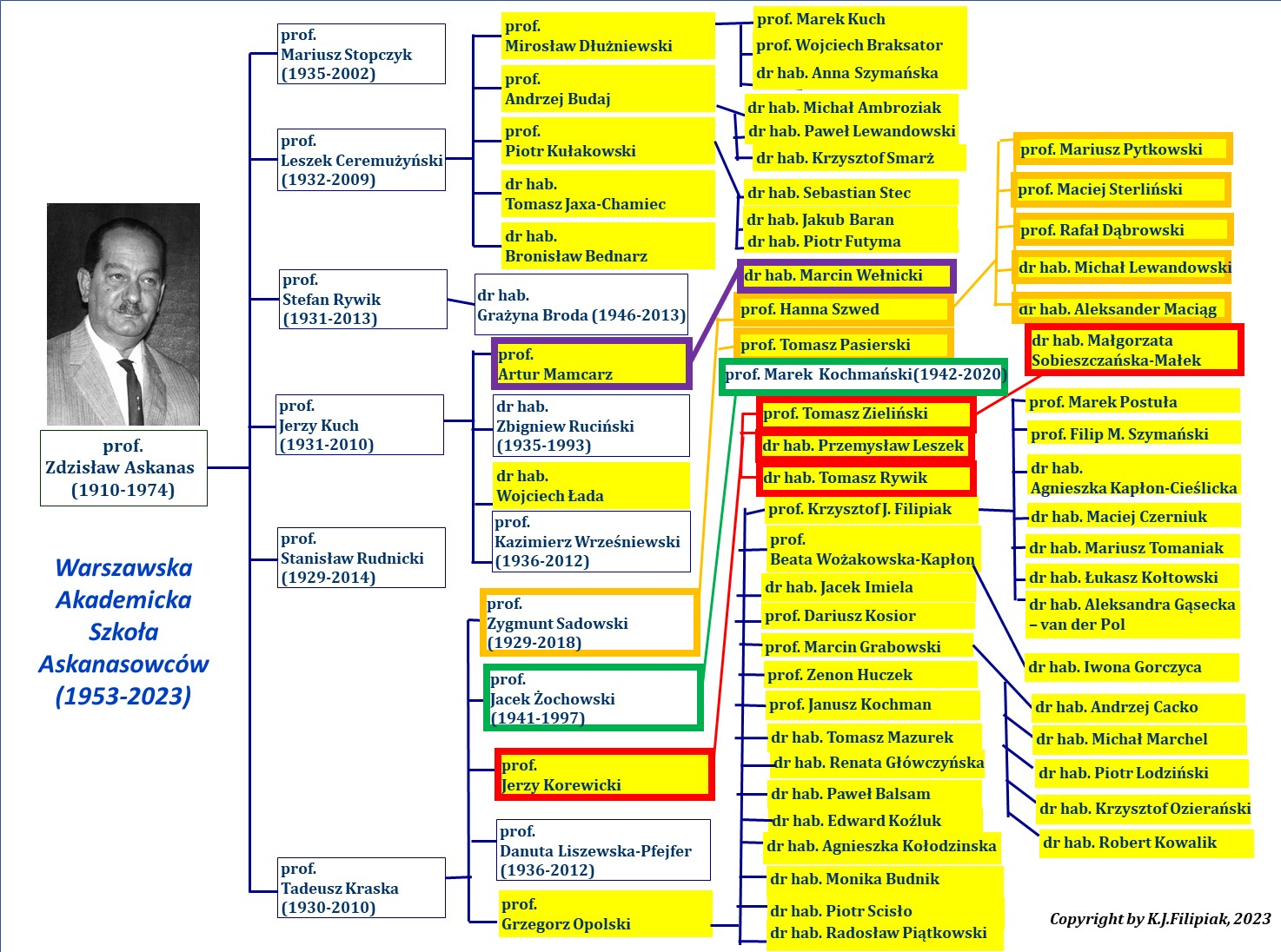
Drzewo genealogiczne przedstawicieli Warszawskiej Akademickiej Szkoły Kardiologii wywodzącej się od prof. Zdzisława Askanasa, do którego należy dr hab. Maciej Czerniuk

## Życiorys
W latach 1989–1994 studiował na Oddziale Stomatologicznych Wydziału Lekarskiego Akademii Medycznej w Łodzi. Odbywał staż podyplomowy w Wojewódzkim Centrum Stomatologii w Warszawie (1994/1995) oraz kurs periodontologiczny na Uniwersytecie Kalifornijskim w Los Angeles (1997). W 1998 uzyskał I stopień specjalizacji z zakresu chirurgii stomatologicznej, a w 2001 II stopień specjalizacji z zakresu chirurgii stomatologicznej. W latach 2008–2009 Curriculum Implantologiczne na Uniwersytecie im. J.W.Goethe Frankfurcie. W 2010 uzyskał specjalizację z periodontologii i chorób błony śluzowej jamy ustnej. W latach 2011–2014 studiował implantologię na Uniwersytecie Goethego we Frankfurcie, uzyskując tytuł Master of Science. W 2012 został Master of Periodontology na IPI w Monachium.
6 grudnia 2001 obronił na Akademii Medycznej w Warszawie pracę doktorską pt. Związki choroby przyzębia z ostrą niewydolnością wieńcową (promotorka: Renata Górska), otrzymując doktorat. 21 marca 2018 uzyskał tamże stopień doktora habilitowanego nauk medycznych na podstawie rozprawy zatytułowanej Optymalizacja leczenia periodontologicznego i jej implikacje u pacjentów wysokiego ryzyka sercowonaczyniowego.
W latach 2005–2007 był członkiem Państwowej Komisji Specjalizacyjnej z zakresu chirurgii stomatologicznej. Członek Polskiego Towarzystwa Stomatologicznego, British Dental Association, Deutsche Gesellschaft fur Implantologie.
Pracował w Instytucie Stomatologii na I Wydziale Lekarskim z Oddziałem Stomatologicznym Warszawskiego Uniwersytetu Medycznego. Od 1995 pełni funkcję adiunkta w Szpitalu Klinicznym Dzieciątka Jezus oraz, także od 1995, w Zakładzie Chorób Błony Śluzowej i Przyzębia na Wydziale Lekarskim i Dentystycznym Warszawskiego Uniwersytetu Medycznego.

## Publikacje
- 2006: C-reactive protein in patients with coexistent periodontal disaese and acute coronary syndromes[1]
- 2016: Wrzodziejąco-martwicze zapalenie dziąseł i przyzębia jako czynniki ryzyka chorób układu sercowo-naczyniowego. Czy istnieje związek?[1]
- 2017: Ocena ciśnienia centralnego w grupie pacjentów poddawanych alloplastyce stawu biodrowego lub stawu kolanowego[1]